# Catedral metropolitana de Quito
La Catedral Metropolitana de Quito es un templo de culto católico ubicado en el Centro Histórico de San Francisco de Quito. Es la sede de la Arquidiócesis Primada de Quito y ocupa todo el flanco sur de la llamada Plaza de la Independencia de la ciudad, la que se ha convertido en su vista más famosa a pesar de no ser su ingreso principal. En 1995 fue elevada a Catedral Primada de Ecuador, lo que la convierte en el templo católico de mayor jerarquía de la Iglesia católica en Ecuador.

## Antecedentes
Tras la fundación de la villa de San Francisco de Quito, el 6 de diciembre de 1534, y el posterior trazado de la ciudad y asignación de solares que se hizo entre los primeros habitantes del lugar, se decidió otorgarle a la iglesia todo el sector sur de la que sería la Plaza Mayor. El primer templo provisional, levantado entre 1562 y 1565 por Pedro Rodríguez de Aguayo bajo las órdenes del presbítero Juan de Rodríguez, nombrado párroco de la novel villa, fue una construcción de adobe, madera y techo de paja para albergar a los fieles durante la primera década.
Con la elección de la parroquia quiteña a Obispado, en enero de 1545, se nombra obispo al español García Díaz Arias y este llega a Quito el 13 de abril del año siguiente, junto al vicario general Pedro Rodríguez de Aguayo; y los planes para levantar un templo mayor con mejores condiciones empezaron.
Entre 1562 y 1565 se la edificó desde los cimientos bajo la dirección del Arcediano Pedro Rodríguez de Aguayo, quien en ese momento gobernaba la Diócesis en Sede Vacante, pues el primer Obispo, Mons. García Díaz Arias, había fallecido sin que la obra hubiera avanzado. Esto convierte a la Catedral de Quito en, probablemente, la más antigua de Sudamérica.
Esta primera etapa se terminó en 1572. y fue consagrada por fray Pedro de la Peña, segundo obispo de Quito

## Construcción

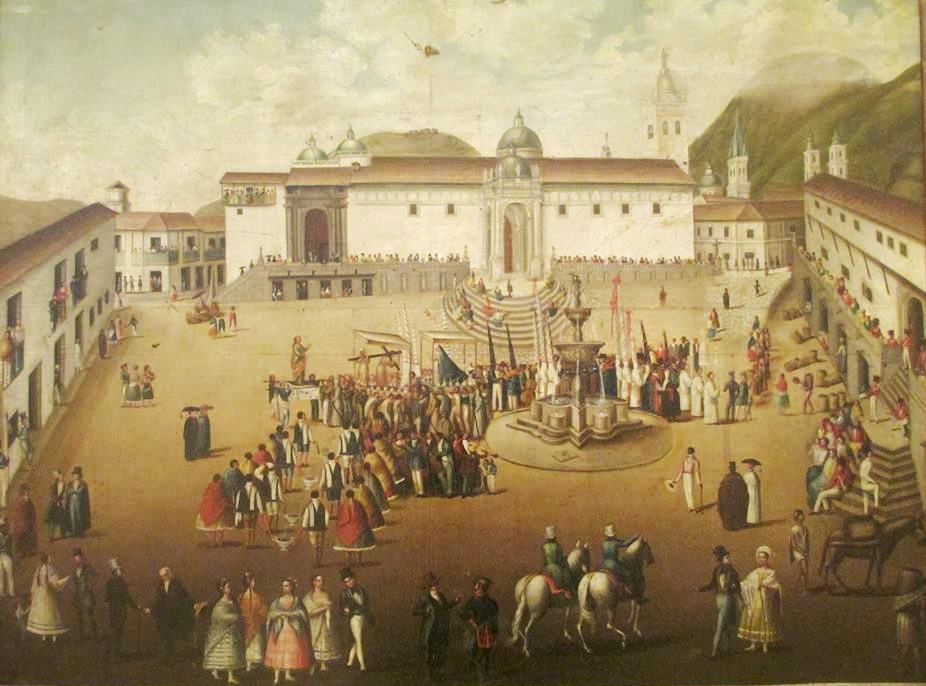
La Catedral en el.

Su construcción es de piedra, y se usó el sistema de minga para el acarreo, labrado y albañilería. Su emplazamiento lateral contribuyó a jerarquizar la Plaza Mayor, pese a que su entrada principal no se encuentra frente a ella ya que en el momento de la construcción existía la profunda quebrada de Sanguña, que no permitía que el templo se extendiera hacia atrás. El arquitecto encargado de las dos primeras etapas constructivas fue el español Antonio García.

### Reconstrucciones
Después de la erupción del volcán Pichincha, que asoló Quito en 1660, la Catedral debió ser reconstruida por orden del Obispo, Mons. Alonso de la Peña Montenegro; y muchos de sus espacios internos fueron re-decorados para devolverle su esplendor original; es así que de esta época data la pintura de la Virgen que se encuentra en el retablo del coro, obra del afamado pintor Miguel de Santiago.
En 1755 se llevó a cabo una segunda reconstrucción, debido al terremoto que azotó la ciudad ese año, aunque no hubo mayores cambios debido a que los daños no fueron significativos.

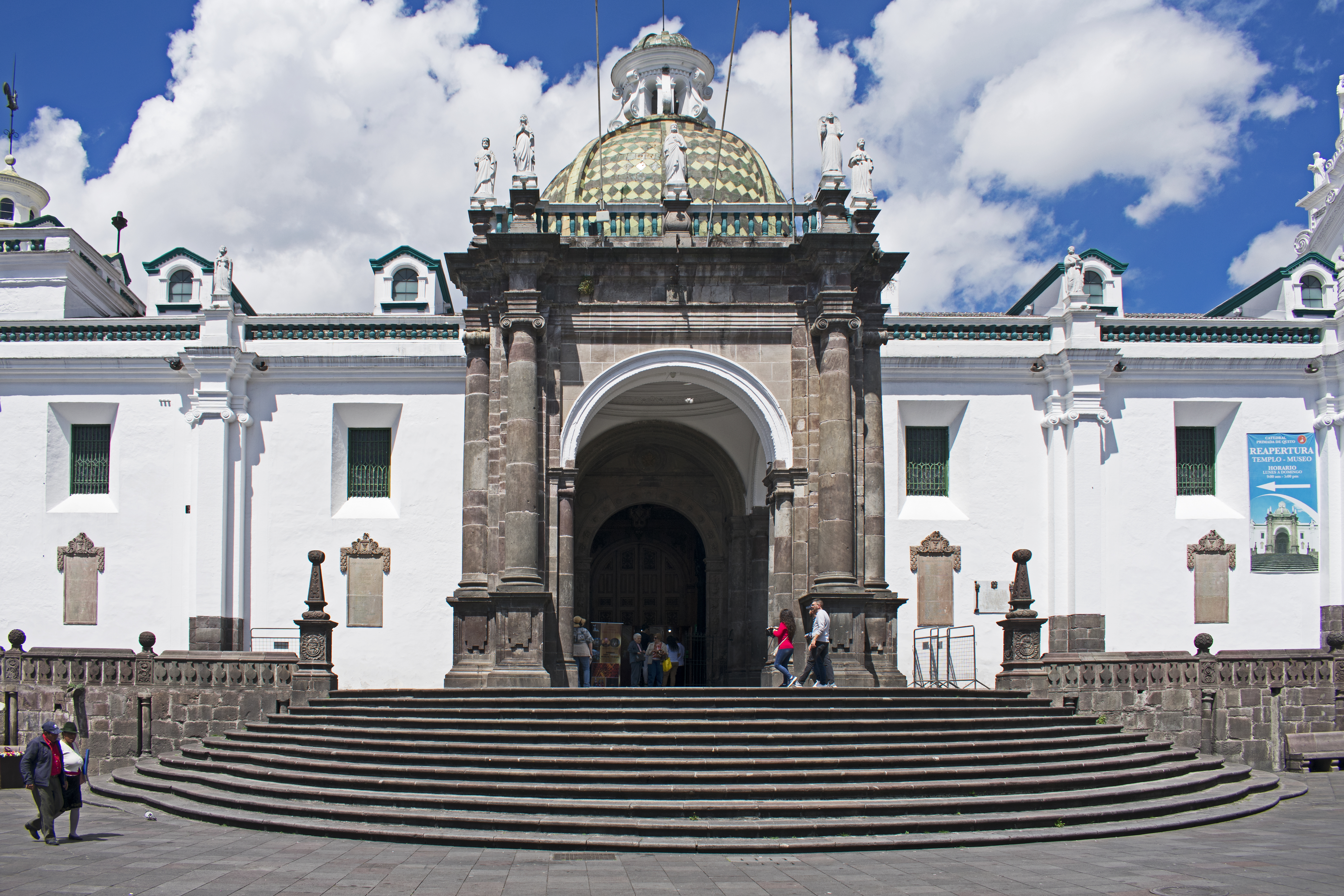
Templete de Carondelet, también conocido como Arco de Carondelet, 1807. Obra del ingeniero Antonio García, construida bajo el patrocinio del barón de Carondelet.

A raíz del terremoto de 1797 se inició una tercera reconstrucción. Como parte de esta tercera etapa, y bajo el auspicio del entonces presidente de la Audiencia, barón de Carondelet, se trajo desde Popayán al ingeniero español Antonio García. Este ingeniero, además de trabajar en refacciones del atrio y sus gradas, se encargó de erigir el Templete (también conocido como Arco de Carondelet) que está fechada en 1807 Durante esta etapa también data el actual retablo mayor, entre barroco y neoclásico, que contiene esculturas de Caspicara y muestra en el centro un lienzo de grandes dimensiones de la Asunción de la Virgen, pintado por Manuel de Samaniego. Este cuadro reemplazó a uno más antiguo (del siglo XVII) de la Dormición de la Virgen atribuido a Miguel de Santiago Adicionalmente, Samaniego y el también artista Bernardo Rodríguez estuvieron a cargo de serie de pinturas al temple con escenas de la vida de Jesús que se pueden observar en las enjuntas de los grandes arcos formeros que estructuran la nave central del templo. Estos dos pintores además son responsables de varios de los grandes lienzos que decoran las paredes de la iglesia. De esta misma época data el destacado tallado de madera y cubierta de oro del púlpito actual.

El terremoto de 1868 obligó a una cuarta reconstrucción, esta vez de la torre del campanario, que se vino abajo con el sismo; esta solamente terminó de ser reconstruida en 1930, en un estilo diferente a todo el contexto, el llamado casco prusiano, debido a que el proyecto fue del arquitecto y sacerdote alemán Pedro Bruning.

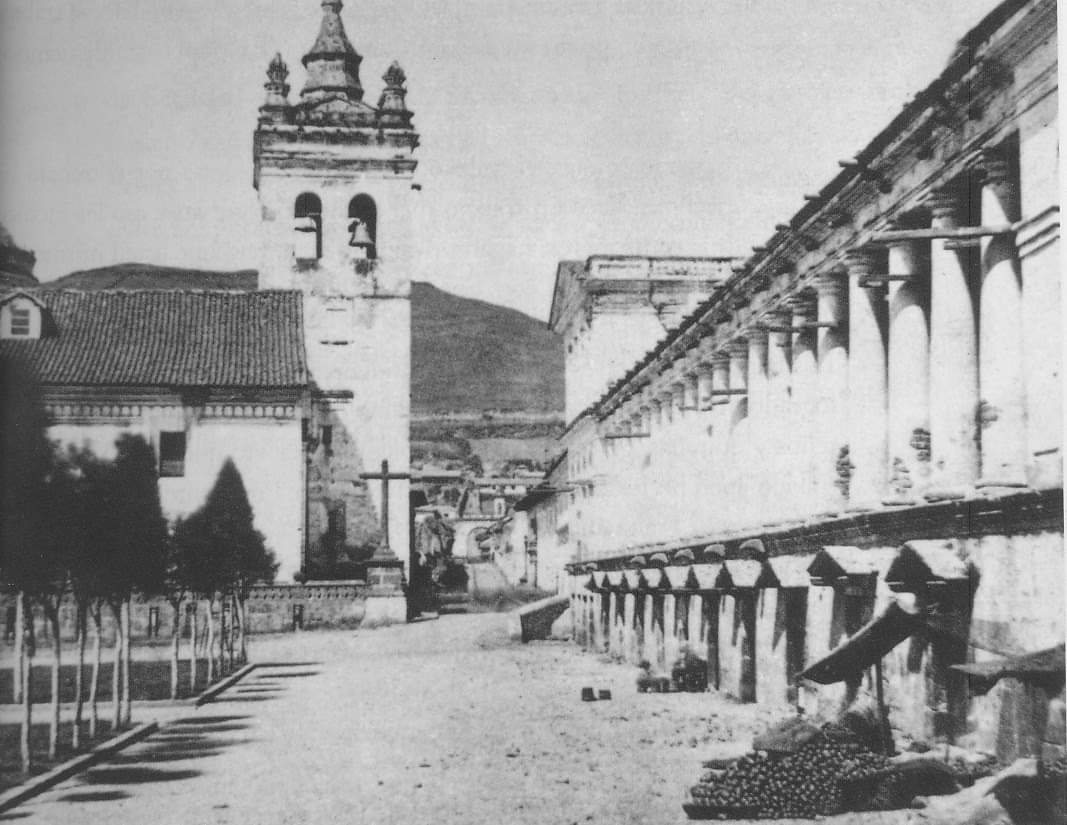
Torre antigua de la Catedral, 1860.
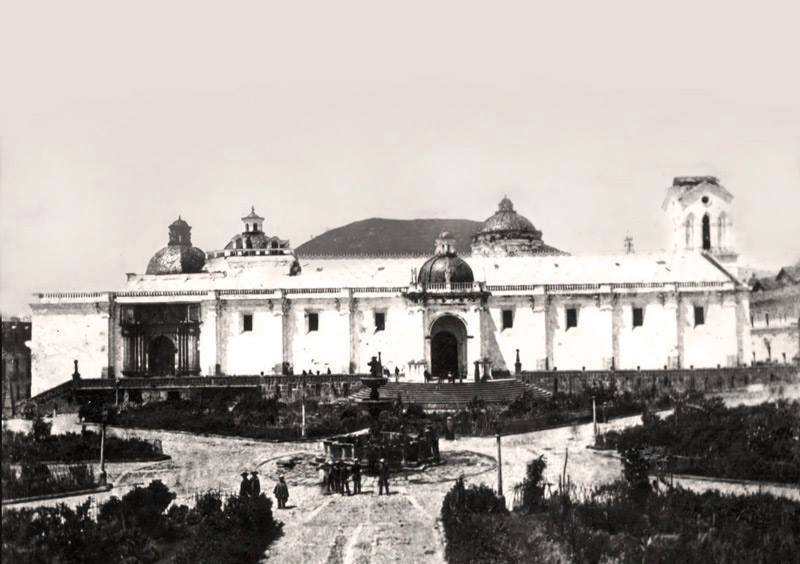
Torre de la Catedral entorno al año 1870.
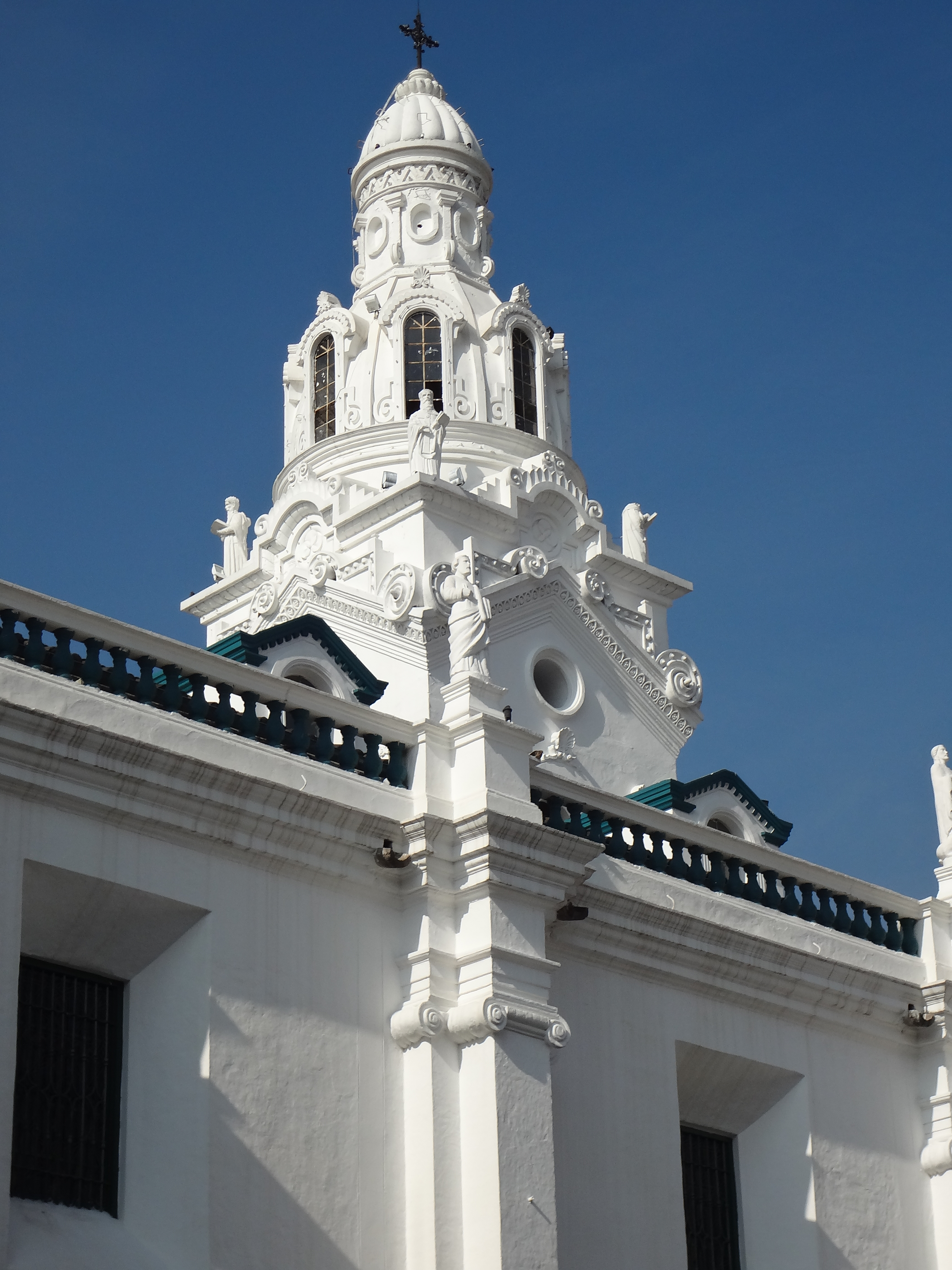
Campanario del padre Brüning (1930), vista desde la Plaza Grande.
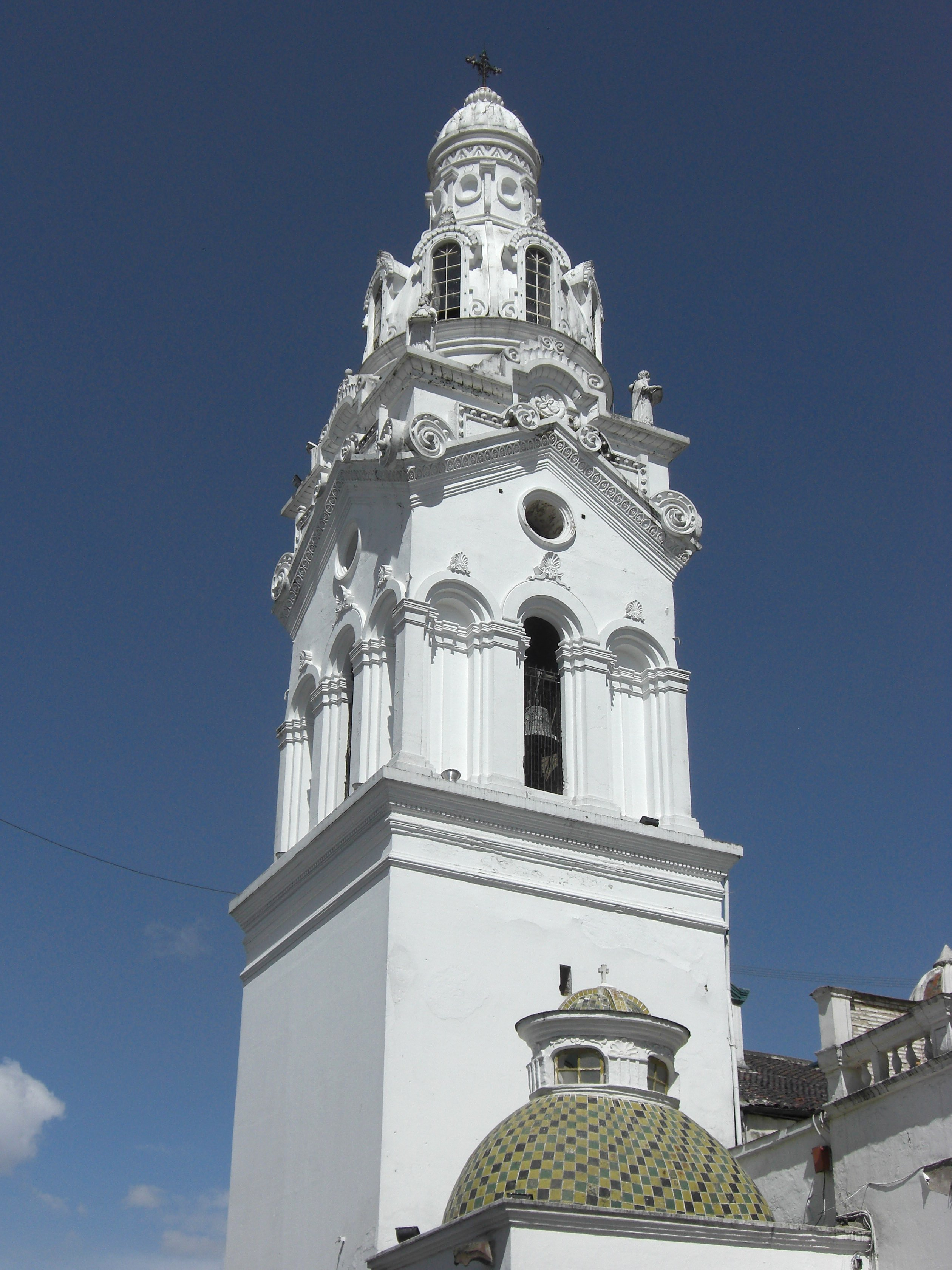
Campanario del padre Brüning (1930), vista desde el sur.

Otras intervenciones menores, todas para conservar el patrimonio de la Catedral, se dieron en 1992, cuando se realizaron trabajos en la estructura y en las cubiertas; y en 1997 y 1999, respectivamente, se hicieron reparaciones en el atrio y pretil.

## Estructura

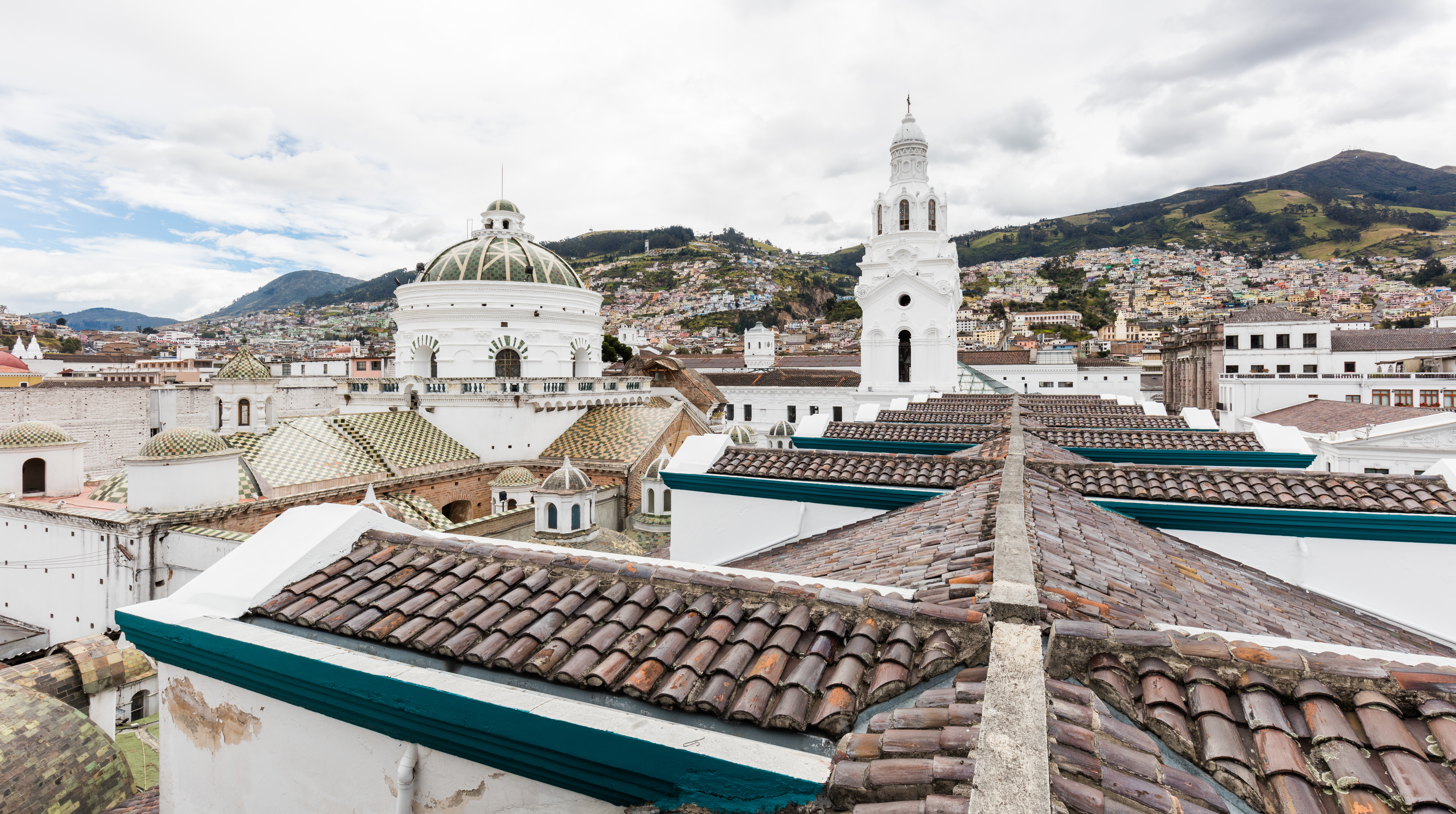
Tejado, cúpulas, linternas y campanario de la Catedral de Quito.

La Catedral es de planta longitudinal y consta de tres naves, cuyas cubiertas se sostienen a través de arcos apuntados semiojivales sobre pilares de sección cuadrada, una estructura espacial básica del siglo XVI. Su nave lateral derecha se abre en varias capillas a lo largo del muro, al igual que hacia una gran puerta de madera labrada, con forma de arco de medio punto, que nos lleva a la capilla adjunta de El Sagrario. Las diferentes capillas, según su orden, son: De las Almas (donde se encuentra el conjunto escultórico El Calvario y La Negación de Pedro), San Pedro Primer Papa de la Iglesia, La Divina Parentela o Sagrada Familia y al mausoleo dedicado a la Memoria del Mariscal Antonio José de Sucre.
La nave central tiene un artesonado en madera de cedro con influencia mudéjar. Entre las reconstrucciones y ampliaciones del templo se observa una pequeña nave transversal detrás de la capilla mayor.
Para algunos expertos, el templo es una construcción de estilo gótico-mudéjar, por las características de sus pilares, arcos y alfarjes. El estilo gótico vendría a estar presente en los arcos apuntados y las naves del crucero, así como en la girola que rodea el presbiterio.
El arco exterior, llamado de Carondelet en honor a su patrocinador, el Barón de Carondelet, Presidente de la Audiencia de Quito entre 1799 y 1807, refuerza la importante relación del templo con la plaza, lograda a través del pretil longitudinal de piedra que salva la diferencia de niveles, y que está ornamentado con elementos como esferas y pirámides en toda su longitud. Las obras del atrio, el pretil y la escalinata circular fueron concluidas en 1807.
Por otro lado, la catedral que hoy conocemos es el resultado de diversas aportaciones a lo largo del tiempo. Julio Pazos Barrera detalla esta evolución de su trazado: «Los cimientos y una parte de los muros son construcciones del siglo XVI. El plano general muestra tres naves separadas por pilares y arcos apuntados. Hacia el lado sur se abren algunas capillas. El lado norte es una sola pared. La puerta principal no da a la plaza de la Independencia. Sin embargo un amplio atrio y un domo con una escalinata circular comunican la puerta lateral del edificio con la plaza. Junto a la puerta principal se levanta un voluminoso campanario, que culmina en una curiosa ornamentación edificada en el siglo XX».
Placas conmemorativas, fueron colocadas a lo largo de las lisas paredes calcáreas del atrio. En una se menciona a Quito como descubridora del río Amazonas, con la leyenda: Es gloria de Quito el descubrimiento del gran río de las Amazonas. En cinco, constan los nombres de los  fundadores de la ciudad. En otra se lee: Quito Patrimonio de la Humanidad. Y finalmente, en una pequeña se informa: Catedral, siglo XVI, Erigida como Iglesia Mayor (1545-1572); reformada en los siglos XVII-XVIII y XX.
Sobre una de las cúpulas se colocó un gallo de hierro cuya labor es avisar la dirección del viento; con los años esta imagen se ha vuelto uno de los distintivos más importantes de la Catedral y ha sido motivo de varias leyendas.
Su imagen neoclásica con domos, esculturas en la balaustrada, arcos y la escalinata de contorno semicircular central con dos círculos menores laterales, contribuyó a valorizar la fachada lateral sobre la principal, y a convertirla en escenario de ceremonias religiosas y artísticas hasta la época moderna.

## Interiores

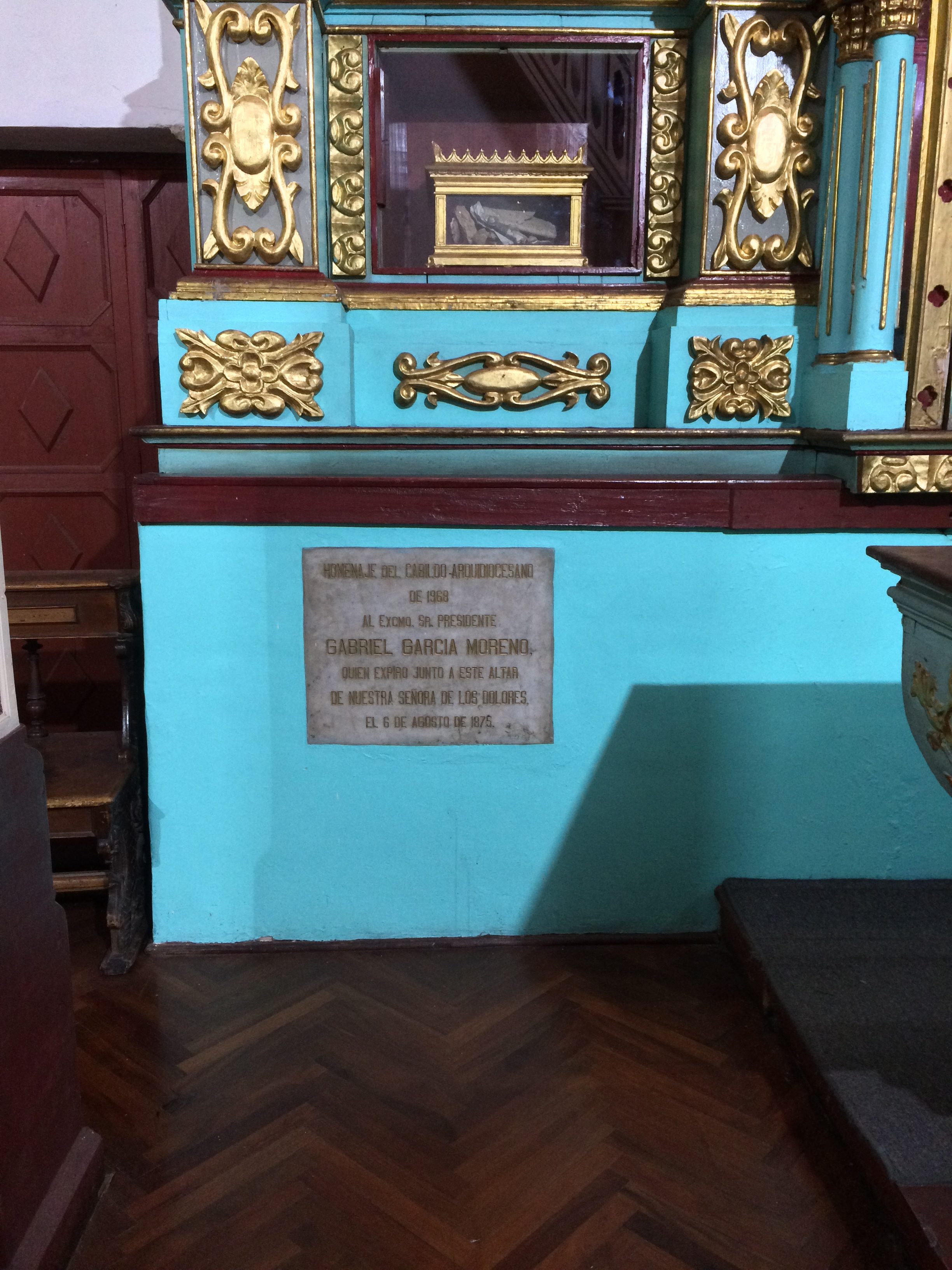
Punto donde murió Gabriel García Moreno, altar de la Capilla de los Dolores.

Terminada la construcción, se procedió a la decoración de los interiores del templo. Los retablos laterales fueron tallados por los primeros maestros de la escuela quiteña, cubiertos con pan de oro, y en sus nichos se colocaron las imágenes de santos y mártires, también obra de los primeros escultores de la afamada escuela de arte, con sede en la cercana iglesia de San Francisco. El altar mayor, totalmente recubierto de oro, tiene influencias barrocas y mudéjares. La sacristía y el púlpito fueron los últimos elementos en ser terminados. La Catedral fue oficialmente terminada y consagrada por el segundo Obispo de Quito, Mons. Fray Pedro de la Peña, en 1572.
Julio Pazos Barrera lo describe con las siguientes palabras: «el coro bajo es semicircular y en su parte inferior se han adosado asientos tallados y dorados que los ocupan los miembros del cabildo diocesano. El púlpito y los retablos de las capillas son barrocos. Guarda la catedral frescos de Bernardo Rodríguez y Manuel Samaniego. La gran pintura de la Asunción de la Virgen, ubicada en la parte alta del coro, es obra de Samaniego, y en un altar del trascoro se exhibe la singular escultura de la Sábana Santa de Caspicara».
Y Pazos Barrera continúa: «A estas piezas, obra de los artistas más connotados del arte quiteño, cabe sumar aquella que realizó el padre Carlos, La negación de San Pedro. Sin duda, en esta y en las demás creaciones citadas se pone de manifiesto el alto grado de sofisticación y belleza que había alcanzado el arte quiteño, resaltando las cualidades de sus grandes maestros y el nivel artístico insuperable a que habían llegado las artes plásticas en Quito».

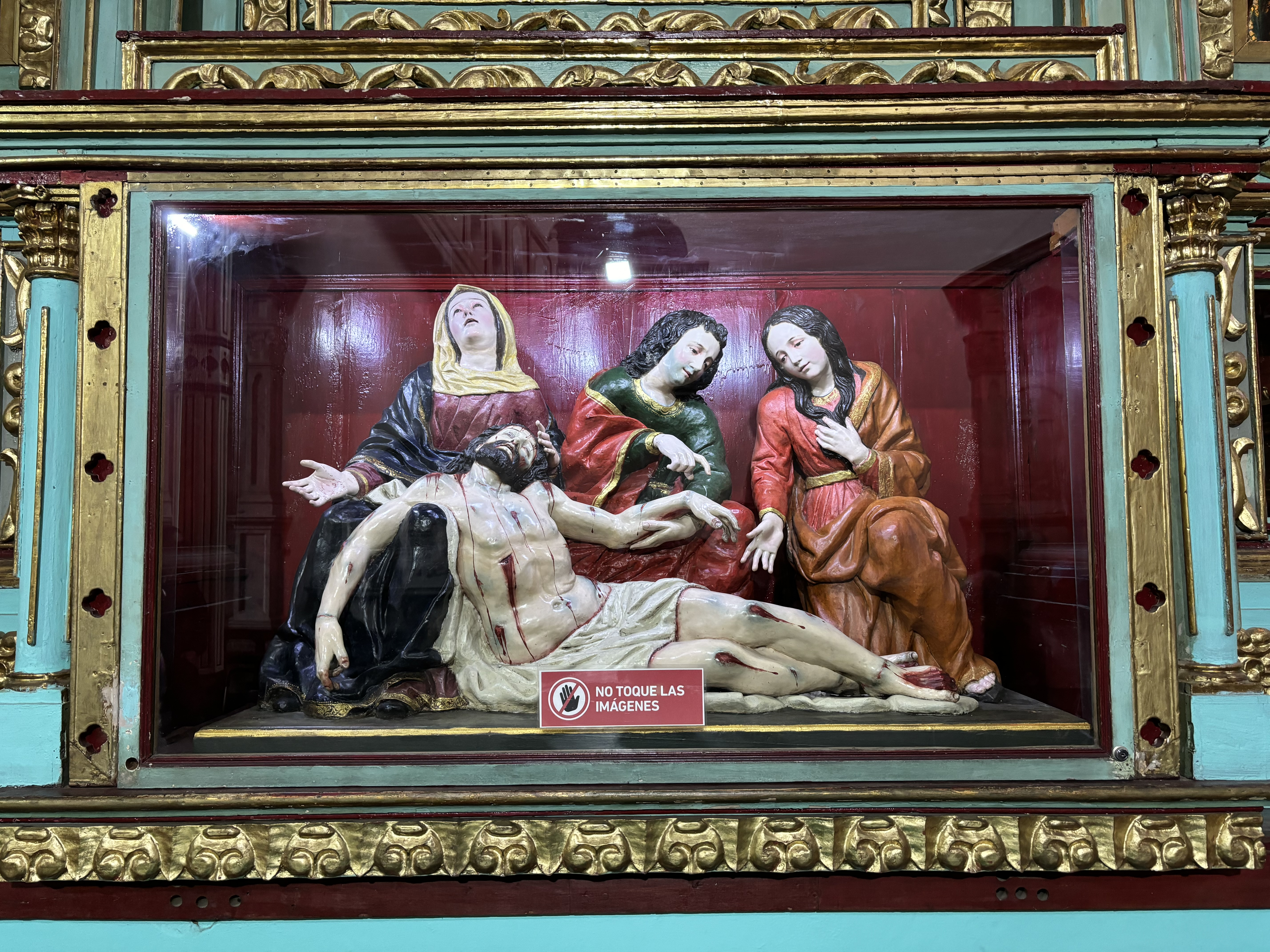
La Sábana Santa, atribuida a Caspicara.
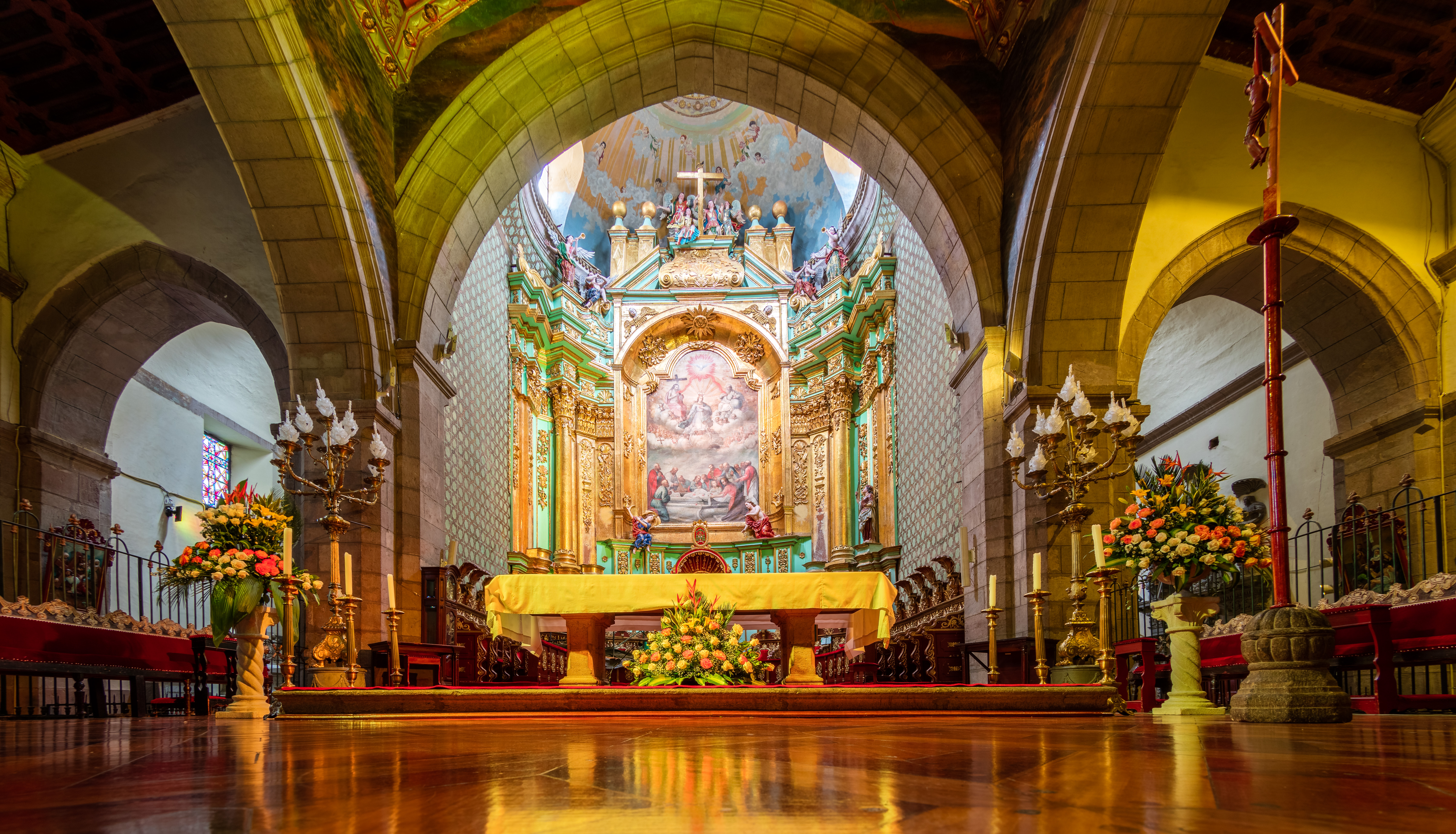
Altar mayor con el lienzo de la Asunción de la Virgen de Manuel de Samaniego.
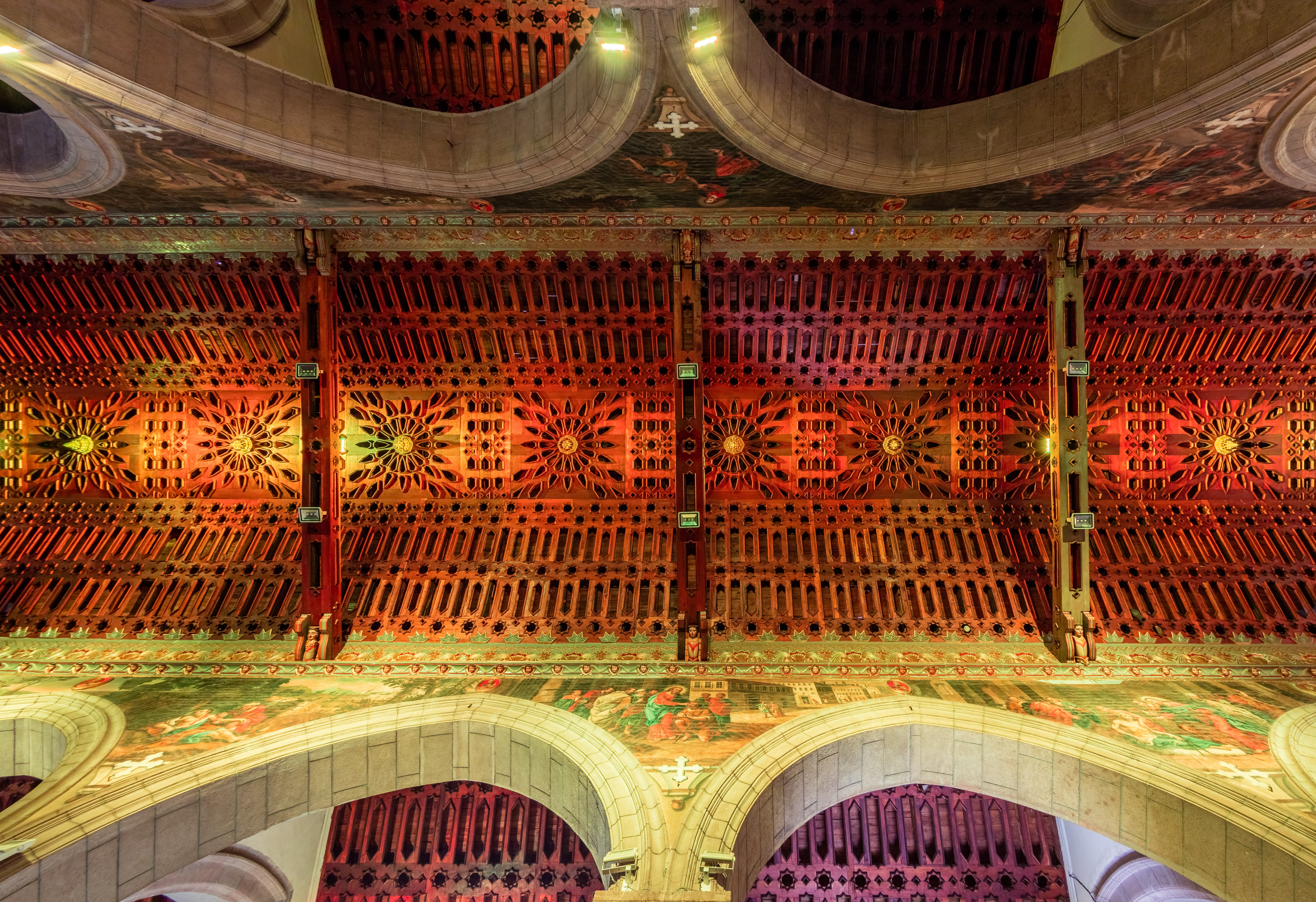
Detalle del techo en la nave central.
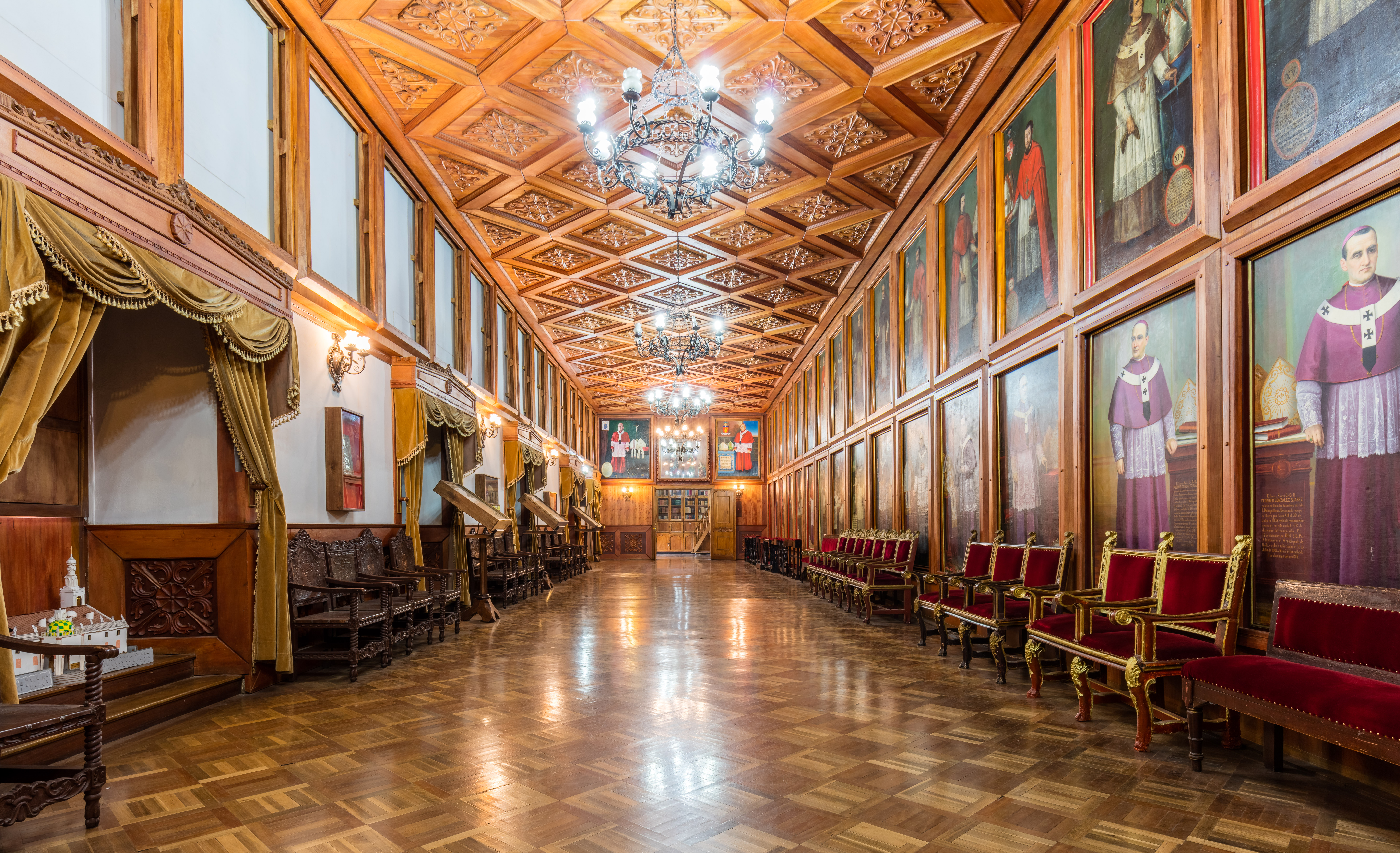
Sala Capitular.
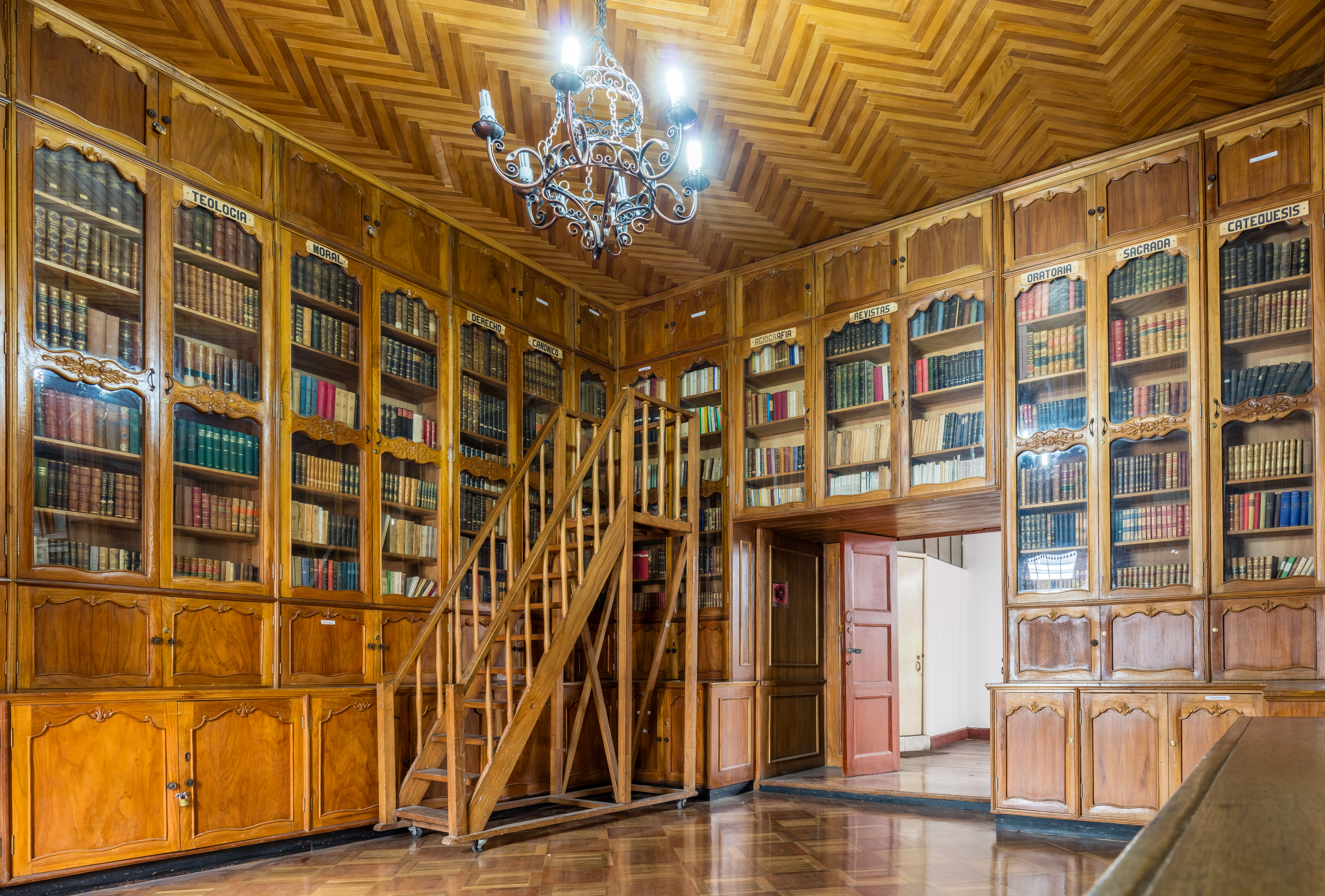
Biblioteca Arzobispal.
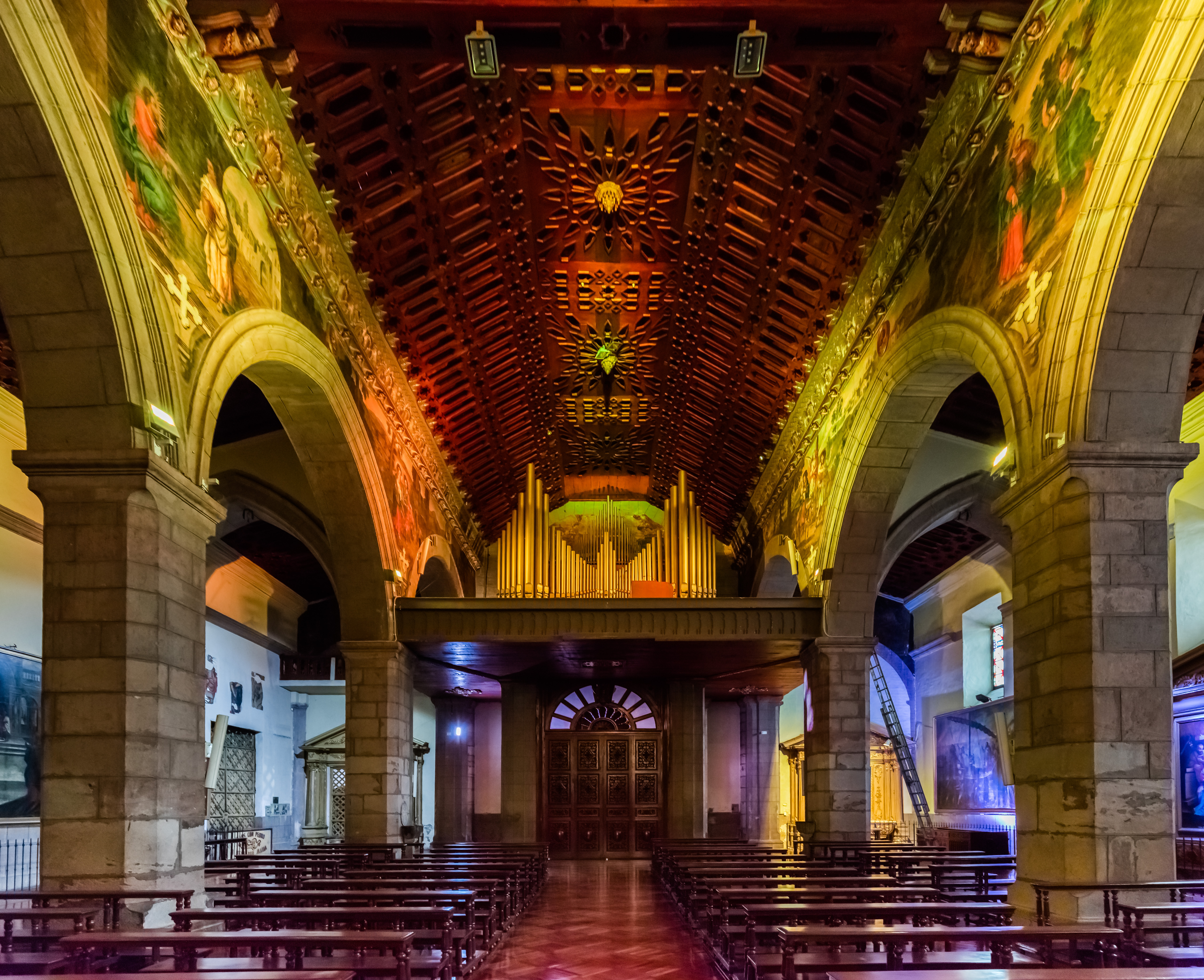
Nave central y el órgano instalado en 1962.
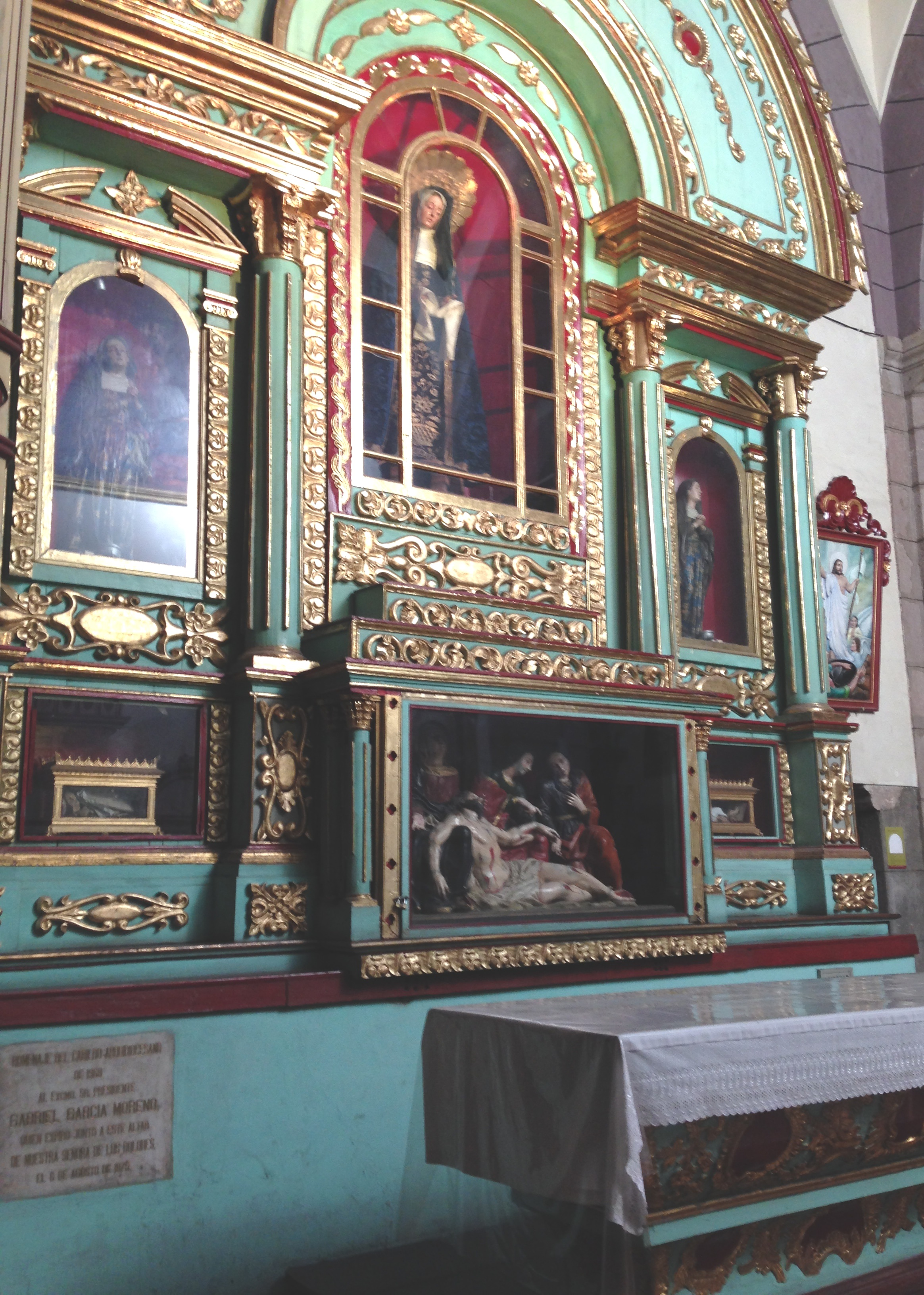
Altar de Nuestra Señora de los Dolores.
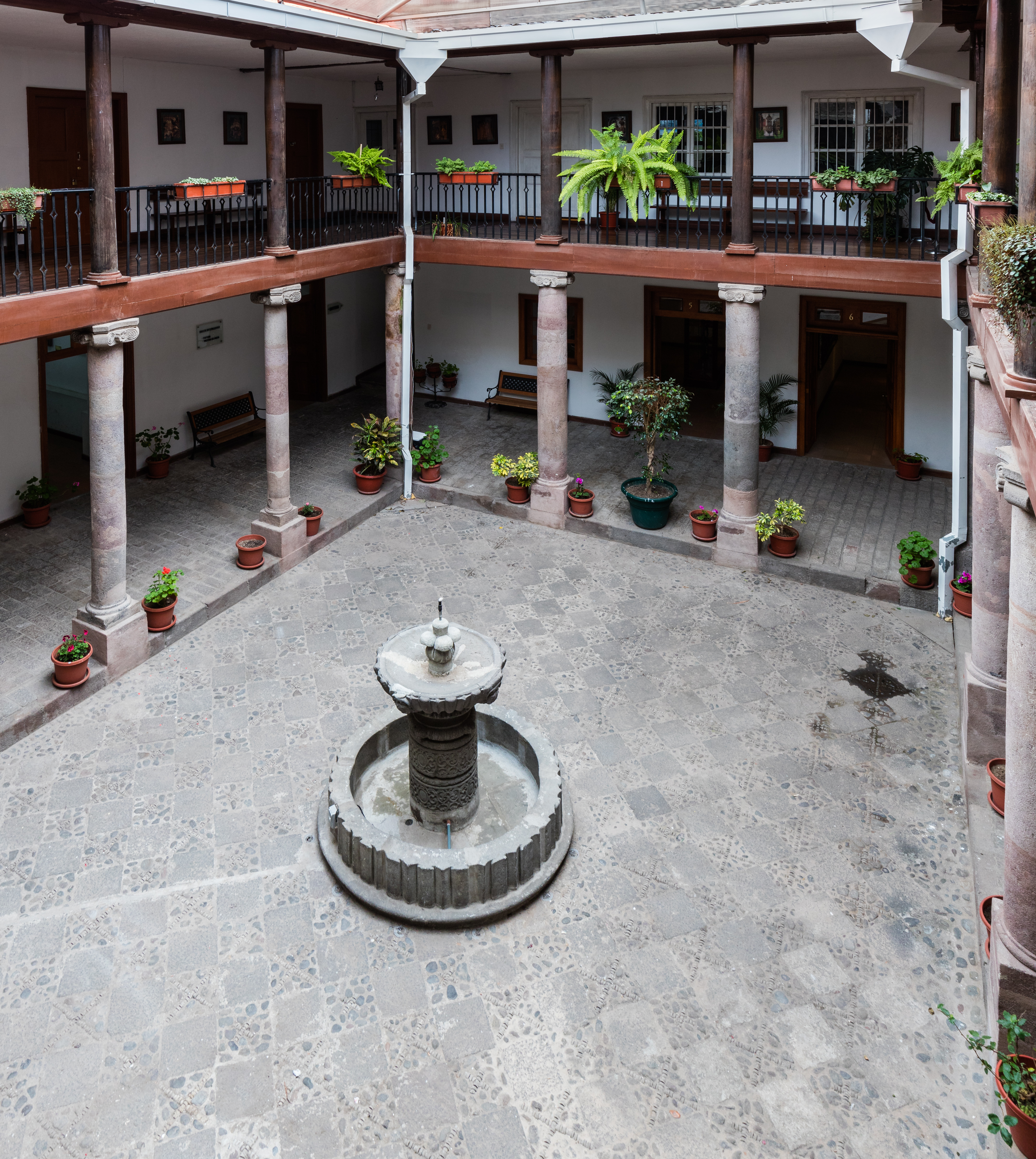
Museo de la Catedral de Quito.

### Personajes ilustres que reposan en la Catedral
En el interior de una capilla contigua a la sacristía, que también tiene puerta con portada de piedra tallada desde el pretil exterior, se veneran los restos del Mariscal venezolano Antonio José de Sucre, héroe de la independencia ecuatoriana y latinoamericana. En este lugar, Víctor Mideros resalta los hechos históricos del héroe de Pichincha en pinturas murales. La urna que contiene sus restos es de forma rectangular y está tallada en piedra oscura (andesita) del Pichincha, alrededor de la cual se han dispuesto banderas de todos los países por cuyas libertades Sucre luchó.
Además del gran Mariscal de Ayacucho y varios de los primeros conquistadores junto a sus familias, en la Catedral Metropolitana reposan también los restos de los siguientes personajes:
- Rodrigo Núñez de Bonilla, primer Gobernador de Quito y militar derrotado junto al virrey Blasco Núñez de Vela en la Batalla de Iñaquito (1546).
- Garcí Díaz Arias, primer obispo de Quito.
- Francisco Luis Héctor de Carondelet, barón de Carondelet y presidente de la Real Audiencia de Quito entre 1799 y 1807.[12]
- Carlos de Montúfar, joven militar criollo que luchó junto a Simón Bolívar y conformó el Estado de Quito (1811-1812). Es uno de los libertadores del actual Ecuador.
- José de Cuero y Caicedo, obispo de la ciudad y presidente del Estado de Quito entre 1811 y 1812. Sus restos yacen en la catedral desde el de 2016.
- Juan José Flores, primer presidente constitucional de la República del Ecuador.
- Gabriel García Moreno, presidente constitucional de la República del Ecuador, atacado a machetazo y bala en el Palacio de Carondelet, expiró junto al altar de Nuestra Señora de los Dolores. Sus restos yacen en la catedral desde el 6 de agosto de 1975, fecha en que fueron trasladados desde el Monasterio de Santa Catalina de Siena, en el centenario de su fallecimiento.
- Mercedes Jijón de Vivanco, aristócrata quiteña que fue esposa de Juan José Flores, y por tanto Primera dama de la nación tras el nacimiento de la República.
- Ignacio de Veintimilla, presidente de la República del Ecuador. Su tumba se encuentra en la Capilla de las Almas.
- Rafael Salas Estrada, célebre pintor academicista quiteño, director de la Escuela de Bellas Artes. Su tumba se encuentra en la Capilla de las Almas.
- Monseñor Federico González Suárez, arzobispo de la ciudad, eclesiástico, historiador y arqueólogo ecuatoriano.

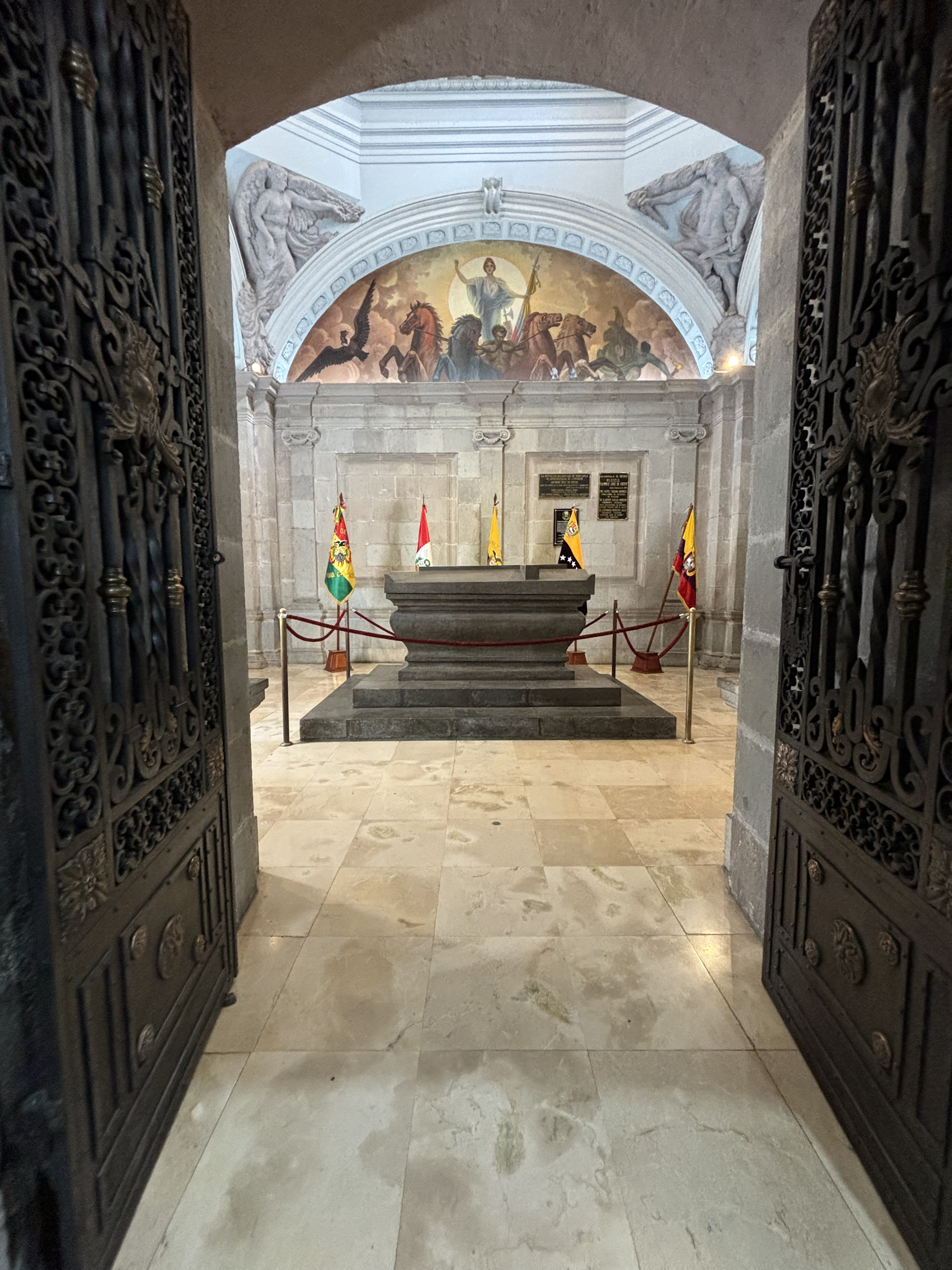
Mausoleo del Mariscal Antonio José de Sucre.
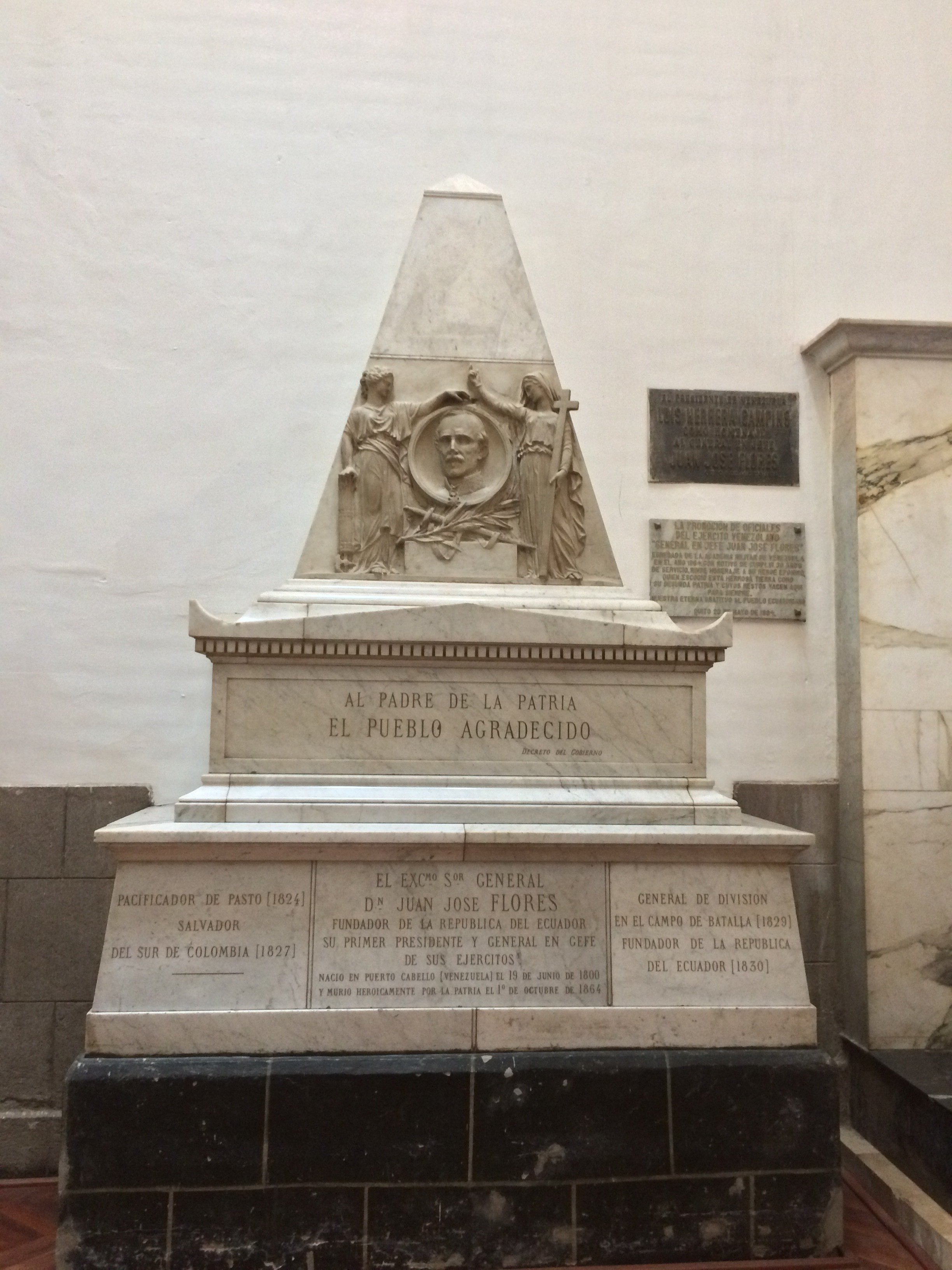
Mausoleo de Juan José Flores.
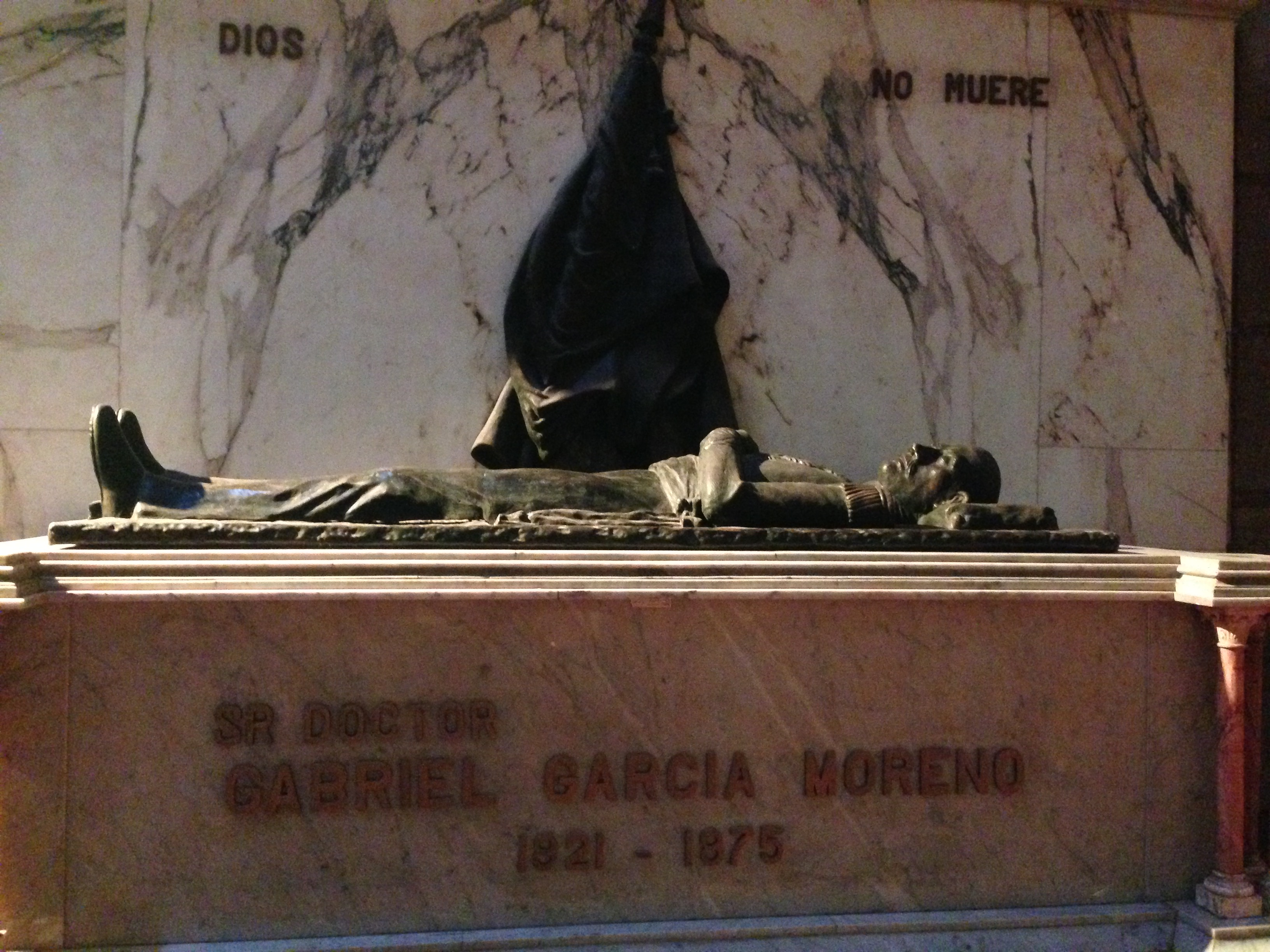
Cenotafio de Gabriel García Moreno.
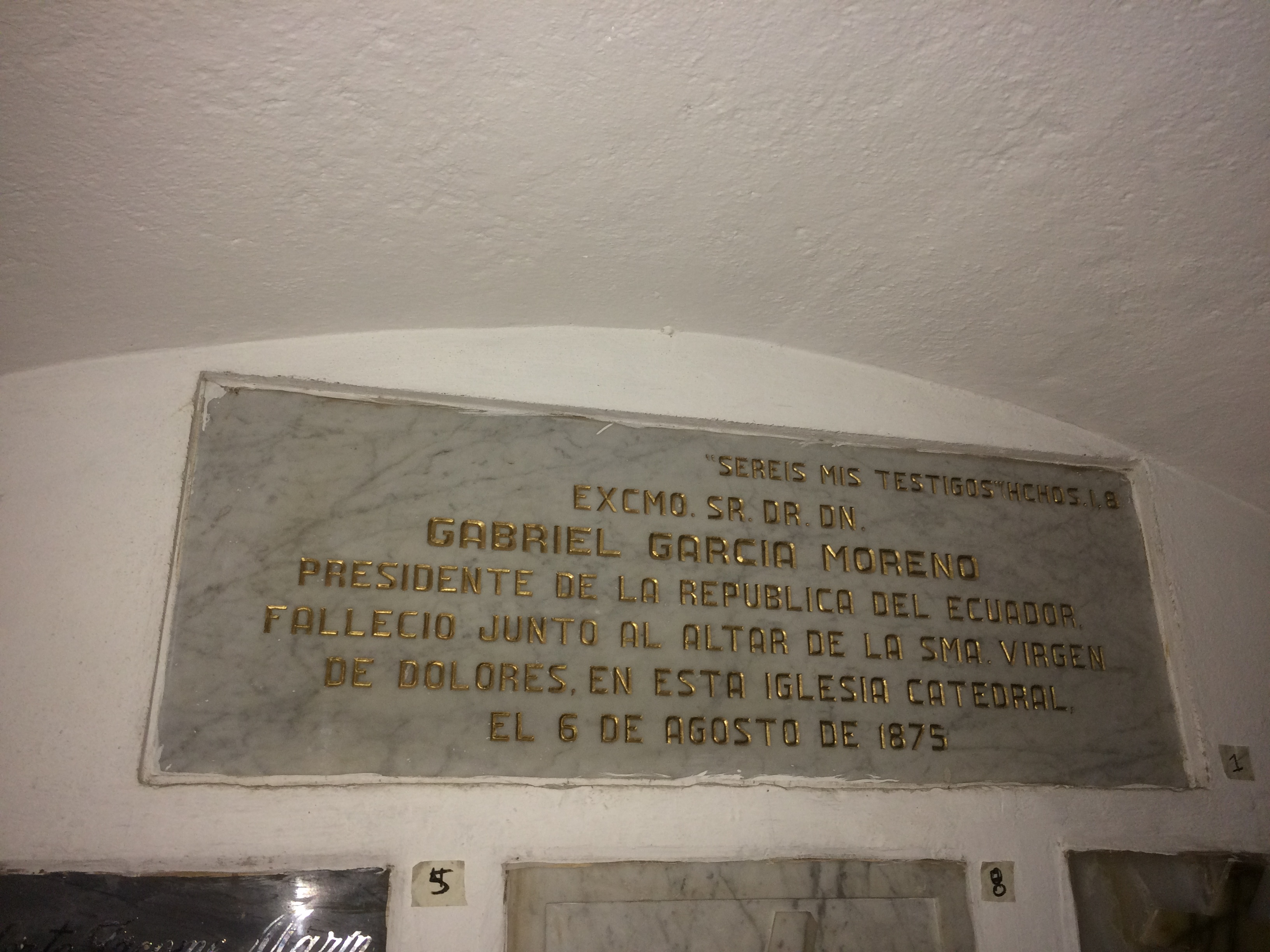
Tumba de Gabriel García Moreno, en las criptas de la catedral.
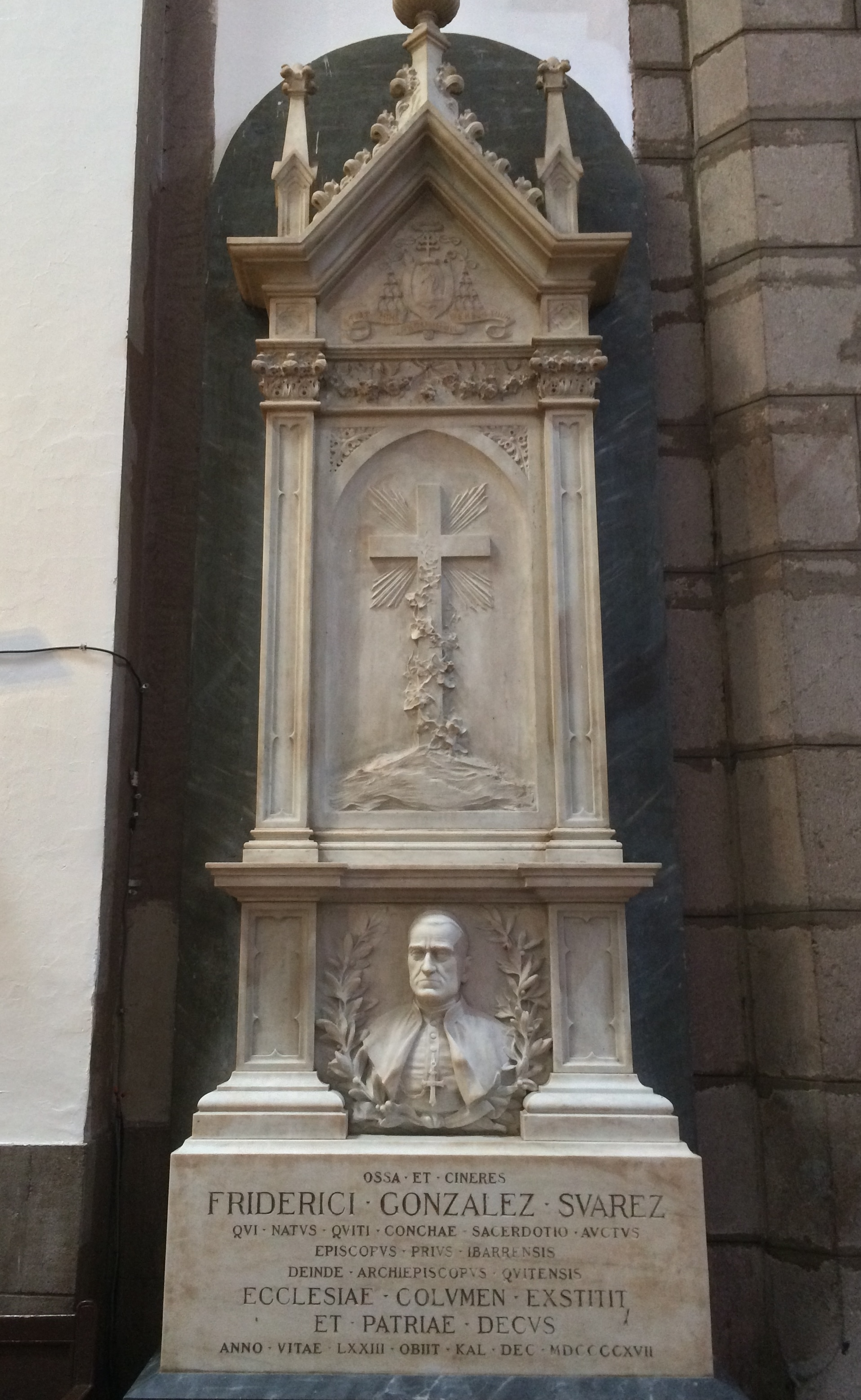
Cenotafio de Federico González Suárez.
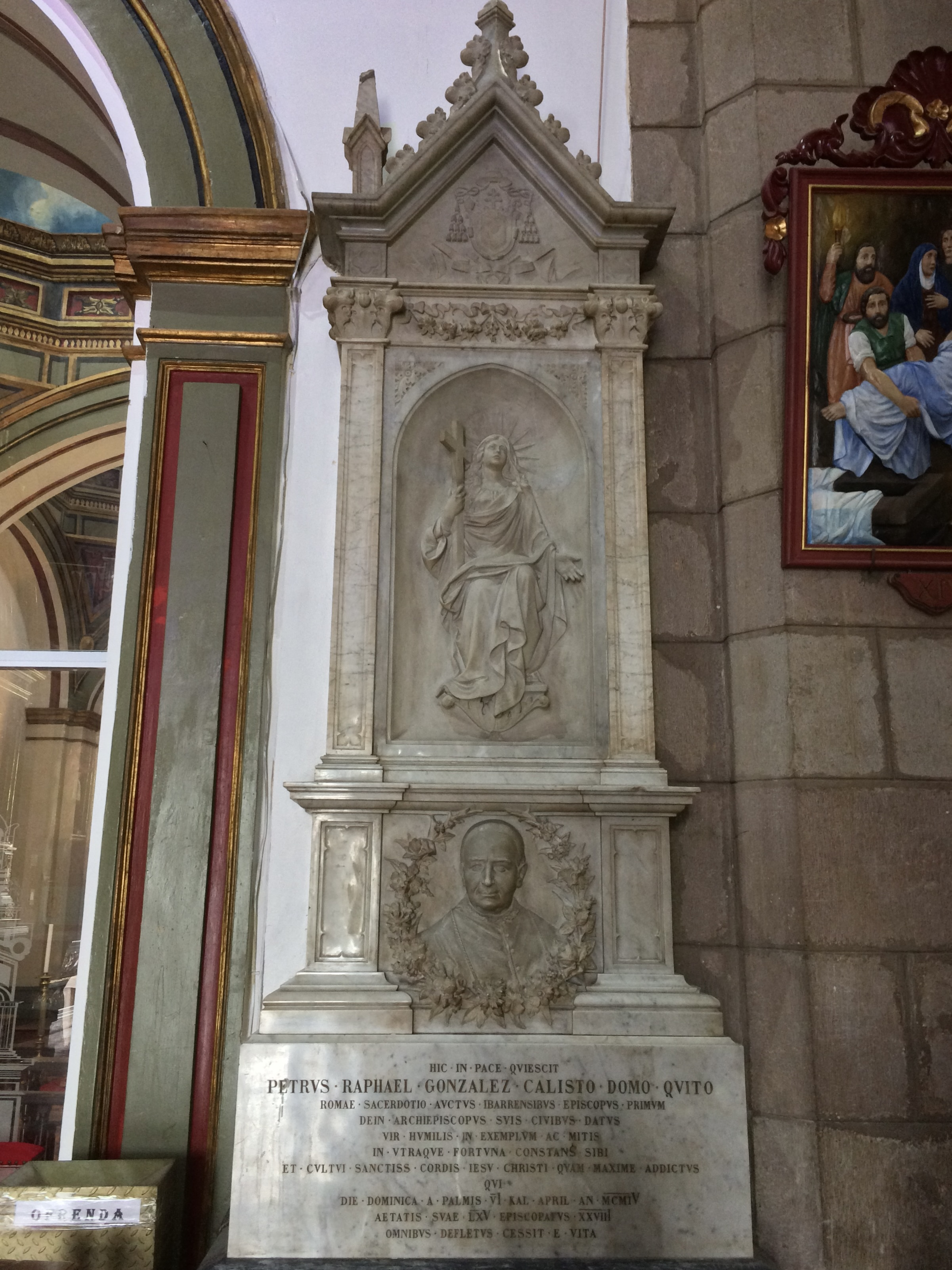
Mausoleo de Pedro Rafael González Calisto.
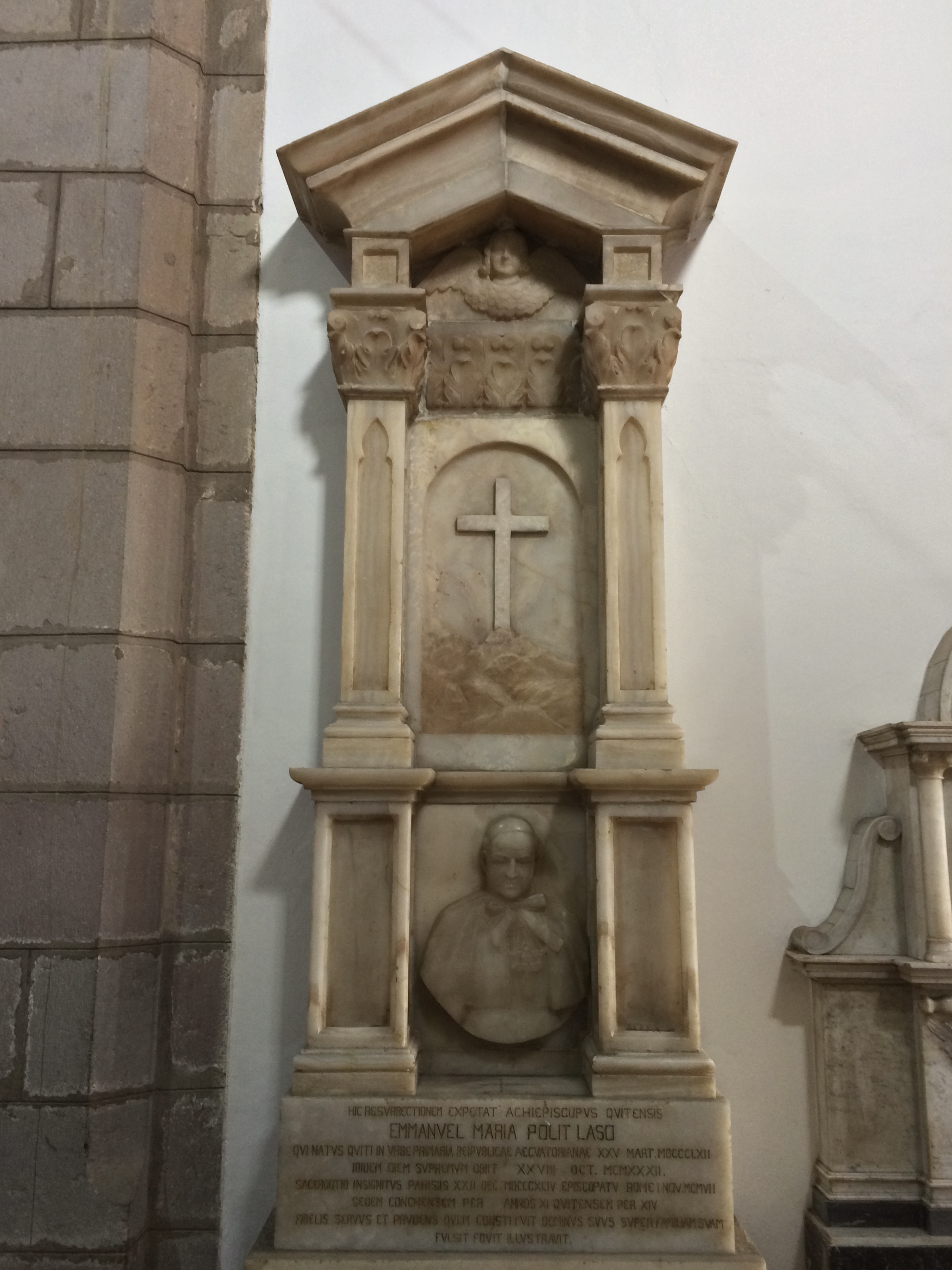
Mausoleo de Manuel María Pólit Lasso.
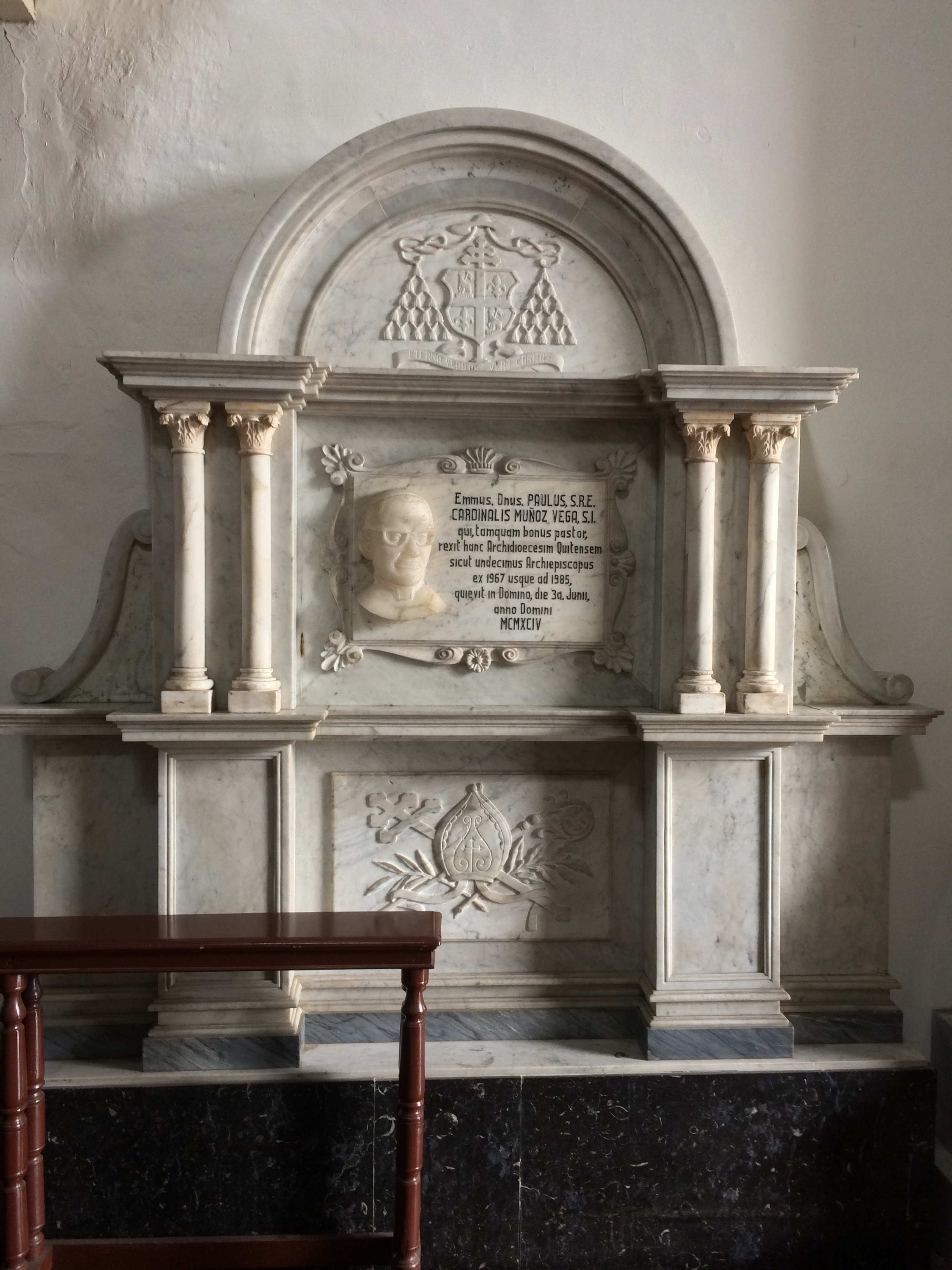
Mausoleo de Pablo Muñoz Vega.
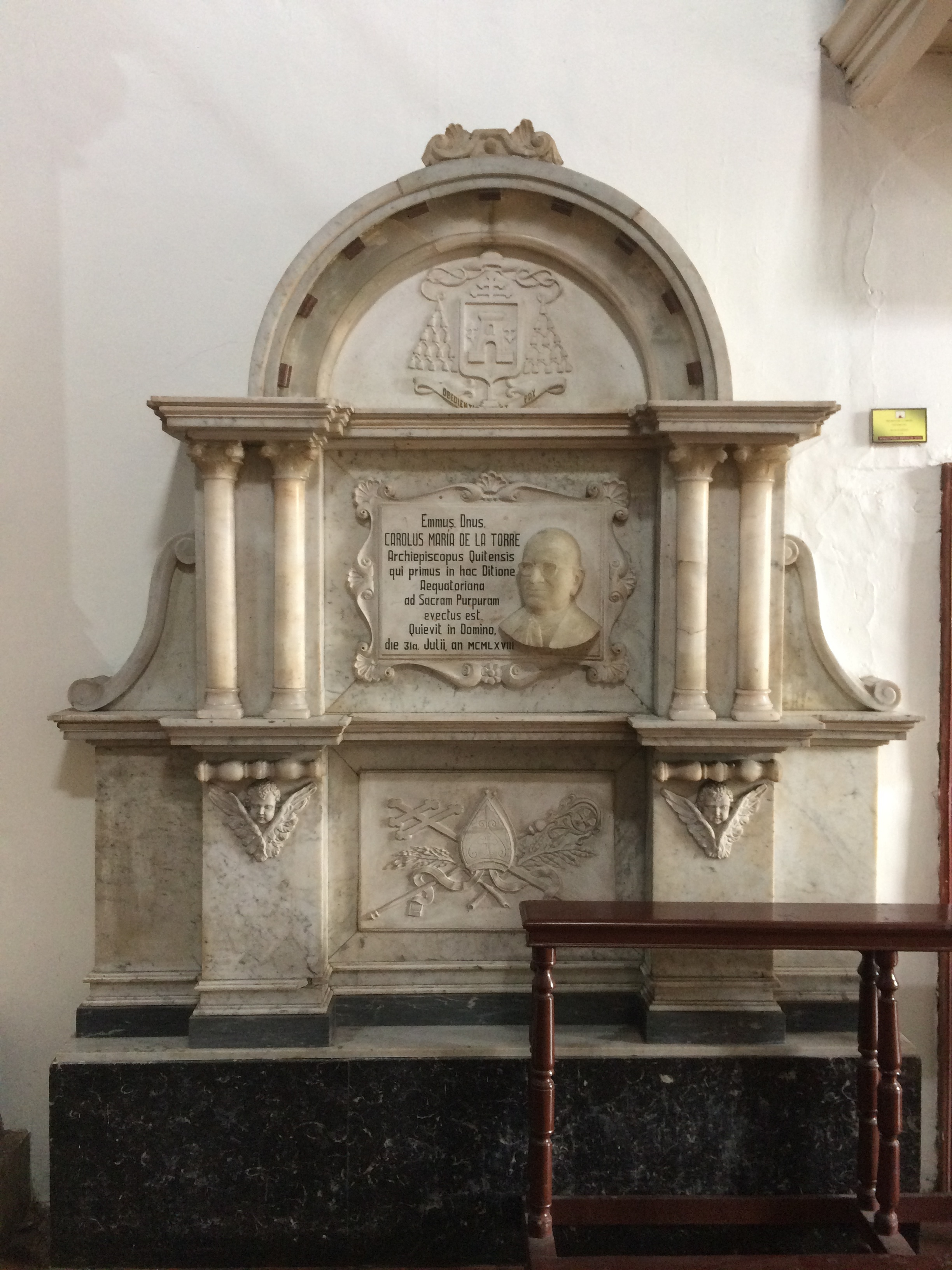
Mausoleo de Carlos María de la Torre.
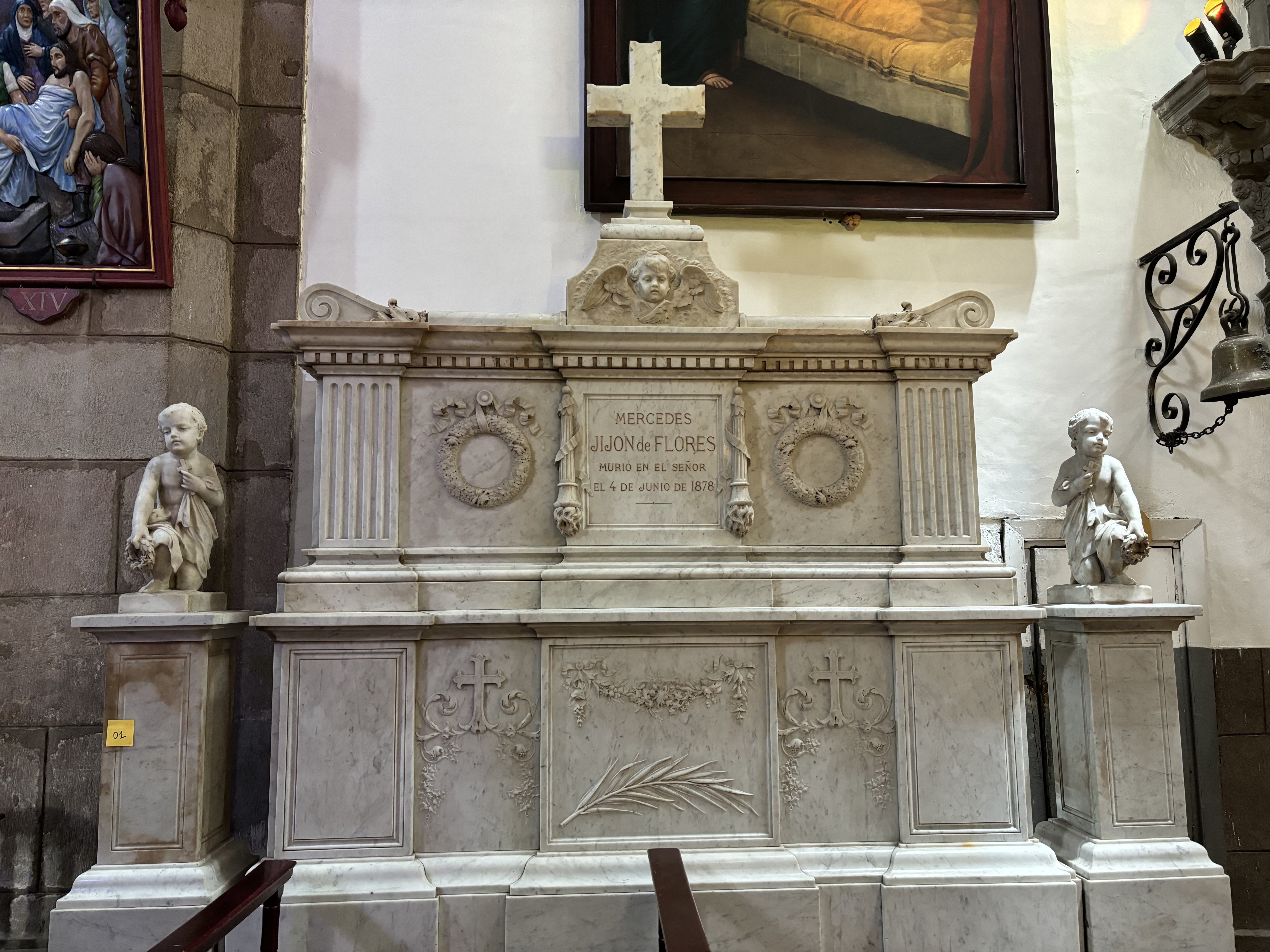
Cenotafio de Mercedes Jijón de Vivanco.
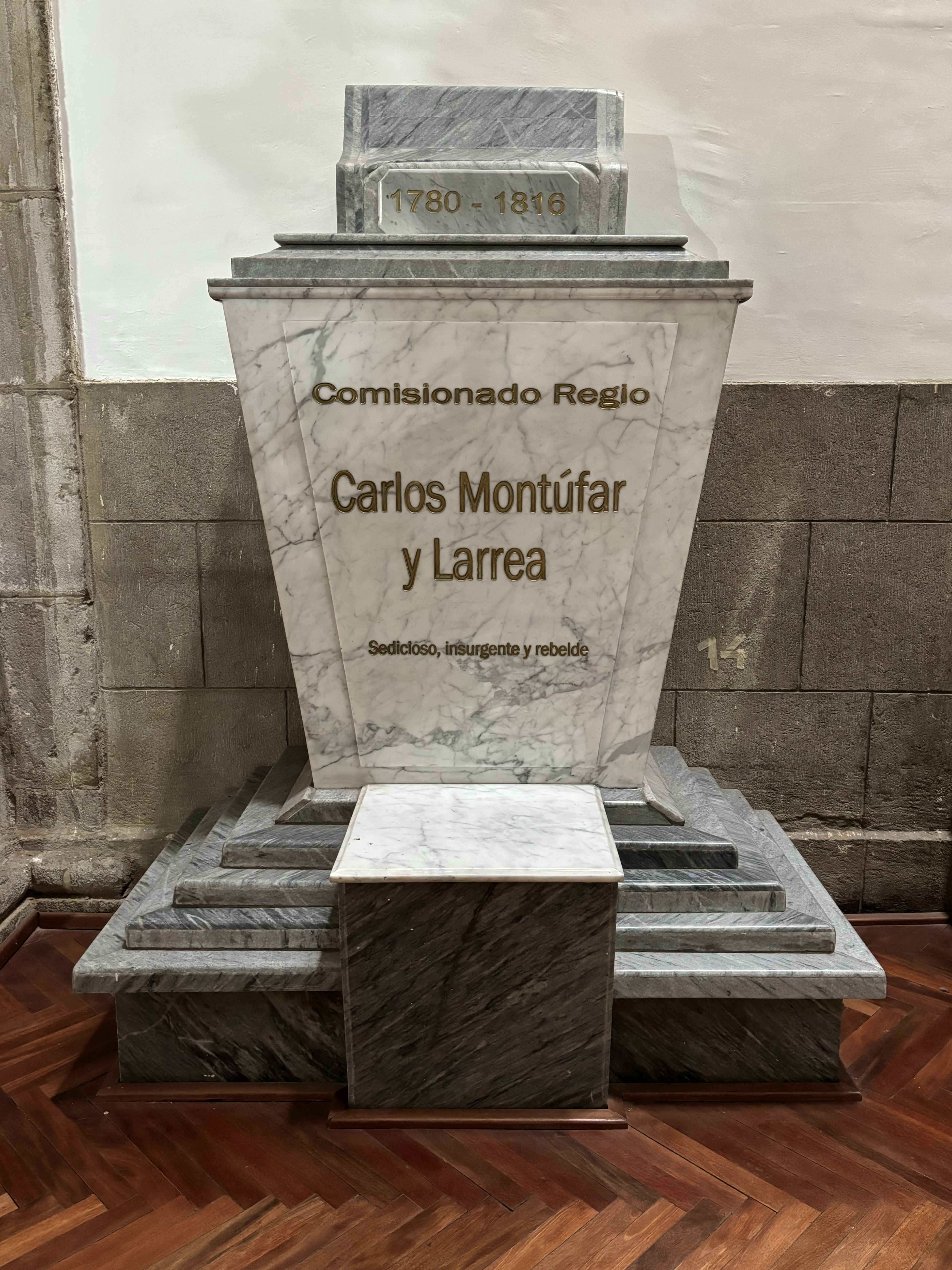
Cenotafio de Carlos Montúfar.